# Vaspör
Vaspör község Zala vármegyében, a Zalaegerszegi járásban. A településen polgárőrség működik.

## Fekvése
A település Zala vármegye északi részén fekszik, Zalaháshágy és Ozmánbük között, északi szomszédja, Hegyháthodász már Vas vármegye Körmendi járásához tartozik. A településen a Zalacsébtől a 76-os főútig vezető 7412-es út húzódik keresztül. A legközelebbi város Zalalövő.

### Településrészei
Különálló belterületi településrésze Velence, amely a község centrumától mintegy 4 kilométerre fekszik, délkeleti irányban. Közúton a 74 154-es úton érhető el, amely Zalaháshágy belterületének északi részén ágazik ki a 7412-es útból. 2011-es adatok szerint Velence lakónépessége 95 fő, a lakások száma 45 volt. Itt áll a Nyírfa Turistaház, mely a 20. század első felében épült, eredetileg általános iskola működött benne. Az épület 2009-ben felújításon esett át. A turistaházhoz mintegy 1 hektáros kert tartozik.

## Közélete

### Polgármesterei
- 1990–1994: Kalamár Rudolf (MTTSZ Vaspöri Szabadidős Klub)[7]
- 1994–1998: Kalamár Rudolf (független)[8]
- 1998–2000: Simon Géza (FKgP)[9]
- 2001–2002: Kondor László (független)[10]
- 2002–2006: Kondor László (független)[11]
- 2006–2010: Kondor László (független)[12]
- 2010–2014: Kalamár Szabolcs (független)[13]
- 2014–2016: Horváth László (független)[14]
- 2016–2018: Németh Noémi Judit (független)[15]
- 2018–2019: Fülöp Imre Loránd (független)[16]
- 2019–2024: Fülöp Imre Loránd (független)[17]
- 2024– : Fülöp Imre Loránd (független)[1]

A településen 2001. április 8-án időközi polgármester-választást (és képviselő-testületi választást) tartottak, az előző képviselő-testület önfeloszlatása miatt. A hivatkozott forrásokból e választás bővebb részvételi adatai és eredményei nem állapíthatók meg.
2016. június 12-én újból hasonló időközi választást kellett tartani Vaspörön, ezúttal is képviselő-testületi önfeloszlatás miatt. A választáson a hivatalban lévő polgármester nem indult el.
Még ugyanabban az önkormányzati ciklusban egy újabb időközi polgármester-választásra is sort kellett keríteni, 2018. július 15-én, ezúttal az előző polgármester halála okán.

## Népesség
A település népességének változása:
| Lakosok száma | 373  | 357  | 342  | 327  | 330  | 321  | 332  |
|               | 2013 | 2014 | 2015 | 2021 | 2022 | 2023 | 2024 |

A 2011-es népszámlálás idején a nemzetiségi megoszlás a következő volt: magyar 92,9%, német 3,5%. A lakosok 84,7%-a római katolikusnak, 4,2% reformátusnak, 1,85% evangélikusnak, 1,85% felekezeten kívülinek vallotta magát (5,8% nem nyilatkozott).
2022-ben a lakosság 89,4%-a vallotta magát magyarnak, 5,8% németnek, 0,3% szlovénnek, 0,3% cigánynak, 0,3% románnak, 0,3% horvátnak, 5,2% egyéb, nem hazai nemzetiségűnek (6,7% nem nyilatkozott; a kettős identitások miatt a végösszeg nagyobb lehet 100%-nál). Vallásuk szerint 48,2% volt római katolikus, 1,2% evangélikus, 0,9% református, 2,1% egyéb keresztény, 2,7% egyéb katolikus, 11,2% felekezeten kívüli (33,6% nem válaszolt).

## Nevezetességei
- Pusztacsatár búcsújáró hely

## Külső hivatkozások
- Vaspör és Pusztacsatár a Szent Márton út honlapján